# Waalse Pijl 1999
De 63ste editie van de Waalse Pijl (ook wel bekend als La Flèche Wallone) werd gehouden op woensdag 14 april 1999. Het parcours voor de mannen had een lengte van 201 kilometer. De start lag zoals altijd in Charleroi en de finish was ook weer in Hoei, op de Muur van Hoei om precies te zijn. Van de 188 gestarte renners bereikten 56 coureurs de eindstreep. De vrouwen reden de Waalse wielerklassieker (91 kilometer) voor de tweede keer in de geschiedenis. Het was voor hen de vierde wedstrijd in de strijd om de UCI Road Women World Cup.

## Uitslag mannen
| Waalse Pijl 1999 (201 km) |                    |                       |          |
| Plaats                    | Naam               | Ploeg                 | Tijd     |
| Winnaar                   | Michele Bartoli    | Mapei-Quick Step      | 4u52'46" |
| 2                         | Maarten den Bakker | Rabobank              | +00' 14" |
| 3                         | Mario Aerts        | Lotto-Mobistar        | +03' 06" |
| 4                         | Oskar Camenzind    | Lampre-Daikin         | +03' 13" |
| 5                         | Michael Boogerd    | Rabobank              | +03' 34" |
| 6                         | Udo Bölts          | Team Deutsche Telekom | +03' 40" |
| 7                         | Marco Velo         | Mercatone Uno-Bianchi | +03' 42" |
| 8                         | Koos Moerenhout    | Rabobank              | +03' 45" |
| 9                         | Jens Voigt         | Crédit Agricole       | +03' 48" |
| 10                        | Paolo Savoldelli   | Saeco-Cannondale      | +03' 53" |

## Uitslag vrouwen
| Waalse Pijl 1999 (118 km) |                    |                        |          |
| Plaats                    | Naam               | Ploeg                  | Tijd     |
| Winnaar                   | Hanka Kupfernagel  | The Greenery Hawk Team | 2u43'18" |
| 2                         | Edita Pučinskaitė  | Litouwen               | +00' 13" |
| 3                         | Cindy Pieters      | Vlaanderen 2002        | +00' 15" |
| 4                         | Fabiana Luperini   | GAS Sport Team         | +00' 17" |
| 5                         | Roberta Bonanomi   | Acca Due               | z.t.     |
| 6                         | Pia Sundstedt      | GAS Sport Team         | +00' 19" |
| 7                         | Yvonne McGregor    | Groot-Brittannië       | +00' 21" |
| 8                         | Mari Holden        | Acca Due               | +00' 26" |
| 9                         | Elisabeth Brunel   | Frankrijk              | z.t.     |
| 10                        | Caroline Alexander | Groot-Brittannië       | +00' 30" |

| Stand UCI Road Women World Cup 1999 |                        |                        |        |
| Plaats                              | Naam                   | Ploeg                  | Punten |
| Gouden trui                         | Hanka Kupfernagel      | The Greenery Hawk Team | 164    |
| 2                                   | Anna Wilson            | Australië              | 105    |
| 3                                   | Roberta Bonanomi       | Acca Due               | 102    |
| 4                                   | Sara Felloni           | Ghia Dream Team        | 87     |
| 5                                   | Gunn-Rita Dahle        | Noorwegen              | 71     |
| 6                                   | Yvonne McGregor        | Groot-Brittannië       | 60     |
| 7                                   | Chantal Beltman        | Nederland              | 53     |
| 8                                   | Gabriella Pregnolato   | Ghia Dream Team        | 53     |
| 9                                   | Edita Pučinskaitė      | Litouwen               | 52     |
| 10                                  | Alessandra Cappellotto | GAS Sport Team         | 51     |

1936 · 1937 · 1938 · 1939 · 1940 · 1941 · 1942 · 1943 · 1944 · 1945 · 1946 · 1947 · 1948 · 1949 · 1950 · 1951 · 1952 · 1953 · 1954 · 1955 · 1956 · 1957 · 1958 · 1959 · 1960 · 1961 · 1962 · 1963 · 1964 · 1965 · 1966 · 1967 · 1968 · 1969 · 1970 · 1971 · 1972 · 1973 · 1974 · 1975 · 1976 · 1977 · 1978 · 1979 · 1980 · 1981 · 1982 · 1983 · 1984 · 1985 · 1986 · 1987 · 1988 · 1989 · 1990 · 1991 · 1992 · 1993 · 1994 · 1995 · 1996 · 1997 · 1998 · 1999 · 2000 · 2001 · 2002 · 2003 · 2004 · 2005 · 2006 · 2007 · 2008 · 2009 · 2010 · 2011 · 2012 · 2013 · 2014 · 2015 · 2016 · 2017 · 2018 · 2019 · 2020 · 2021 · 2022 · 2023 · 2024
Lijst van beklimmingen